# Wichrowe Wzgórza
Wichrowe Wzgórza (ang. Wuthering Heights) − jedyna powieść Emily Jane Brontë. Została wydana pod męskim pseudonimem Ellis Bell w 1847 roku. Ocena wartości literackiej zmieniała się z czasem, od początkowo niechętnych opinii (oskarżano Brontë o epatowanie brutalnością) do pozytywnych, zwłaszcza w latach 20. ubiegłego stulecia. Powieść należy do kanonu literatury anglojęzycznej. 
Książka doczekała się kilku adaptacji filmowych, z których najsłynniejsza jest wersja z 1992 roku z Juliette Binoche jako Katy i Ralphem Fiennesem jako Heathcliffem.
Główną postacią powieści jest pan Lockwood wynajmujący Drozdowe Gniazdo od Heathcliffa. Po wizycie w Wichrowych Wzgórzach i pierwszym spotkaniu z tajemniczymi mieszkańcami posiadłości przybywa on do Drozdowego Gniazda, gdzie na skutek choroby zmuszony jest do długotrwałego pobytu w domu. Tam gospodyni, Ellen Dean, opowiada mu historię Earnshawów, Lintonów i tajemniczego Heathcliffa.
W Polsce powieść po raz pierwszy wydano w roku 1929 pod tytułem Szatańska miłość w tłumaczeniu Janiny Sujkowskiej. Późniejsze powojenne wydania książki już z nowym tytułem Wichrowe Wzgórza również w tłumaczeniu Sujkowskiej. Kolejny przekład dokonany przez Tomasza Bieronia ukazał się w 1997 roku. Przekład autorstwa Hanny Pasierskiej pochodzi z 2004. Tłumaczenie wykonane przez Piotra Grzesika wydane zostało w roku 2009. W porównaniu z tłumaczeniem Janiny Sujkowskiej zachowane zostały w tym przypadku m.in. niespolszczone imiona postaci (np. Katy zamiast Katarzyny) i nazwy własne (np. Thrushcross Grange zamiast Drozdowego Gniazda). Krytycy i czytelnicy zarzucają mu, że wraz z dosłownością tekst stracił klarowność i lekkość frazy Sujkowskiej. Najnowszy przekład z 2016 roku jest autorstwa Jerzego Łozińskiego.
Kate Bush, zainspirowana losami mieszkańców Wichrowych Wzgórz, wydała w 1978 roku debiutancki singiel "Wuthering Heights", w którym wciela się w ducha Katarzyny. Kobieta powraca pod okno Heathcliffa i prosi go o wpuszczenie do środka, aby mogła posiąść jego duszę.

## Treść utworu
Tematem powieści są skomplikowane dzieje miłości Heathcliffa i Katarzyny. Wydarzenia rozgrywają się na przełomie XVIII i XIX wieku w Wichrowych Wzgórzach i w Drozdowym Gnieździe. Wichrowe Wzgórza ("Wuthering Heights") to posiadłość Earnshawów, natomiast Drozdowe Gniazdo (ang. Thrushcross Grange) – zamożnej rodziny Lintonów. Yorkshire jako region akcji powieści nadaje jej typowo gotycki charakter. Mroczny klimat miejsca przenika powieść i udziela się czytelnikowi.
Stary Earnshaw, będąc w Liverpoolu, spotyka i przygarnia małego cygańskiego przybłędę, któremu nadaje imię Heathcliff. Natomiast Katy (Katarzyna) jest córką Earnshawa i siostrą Hindleya.
Po początkowej niechęci Katy, córka pana Earnshawa, bardzo przywiązuje się do małego znajdy. Jednak Hindley, młody panicz Earnshaw i spadkobierca Wichrowych Wzgórz, nienawidzi "przybłędy". Dlatego po śmierci swojego dobroczyńcy Heathcliff doznaje wielu upokorzeń ze strony przybranego brata. Jednocześnie rodzi się miłość pomiędzy Heathcliffem a Katy. Uczucie, które później stanie się niszczycielską siłą.
Pewnego dnia Katy poznaje młodego Lintona. Od tego momentu zmieniają się relacje między głównym postaciami. Katy jest zauroczona urodą i towarzyską ogładą Edgara Lintona. On, widząc to, oświadcza się jej. Katy nie odmawia, mimo iż to Heathcliff jest jedyną osobą, na której naprawdę jej zależy – co wyjawia, zwierzając się Nelly Dean. Decydując się na ślub z Edgarem Lintonem bierze jednak pod uwagę jego majątek oraz wygodną, beztroską przyszłość najzamożniejszej damy w okolicy. Po ślubie Katy przeprowadza się do Drozdowego Gniazda. Natomiast Heathcliff opuszcza Wichrowe Wzgórza i znika na długi czas.
W tym czasie Katy pokazuje mieszkańcom Drozdowego Gniazda swoją prawdziwą naturę. Jest kapryśna, butna i pyszna. Atakami szału i wściekłości wymusza na mężu i jego siostrze całkowite podporządkowanie i spełnianie jej zachcianek. Nadal jednak otrzymuje miłość i zrozumienie ze strony najbliższej rodziny.
Po 3 latach Heathcliff wraca, co szybko przyniesie zmiany w małżeństwie Katy. Odżywa jej uczucie do niego. Na domiar złego zakochuje się w nim siostra Lintona, Izabela. 
Heathcliff – pragnąc zemsty na Lintonie za "kradzież" ukochanej – poślubia Izabelę (mimo że jej nie kocha), gdyż chce w przyszłości zostać właścicielem Drozdowego Gniazda. Katy, po spotkaniu z Heathcliffem, zapada na tajemniczą chorobę i po długich cierpieniach umiera, rodząc córeczkę, której także nadano imię Katarzyna.
W tym czasie Izabela odkrywa prawdziwe oblicze swojego męża – gbura, który nienawidzi wszystkich i wszystkiego. Ucieka od męża, który ją poniża i maltretuje. W Londynie rodzi syna, Lintona. Dziecko od urodzenia jest słabe i chorowite.
Po śmierci brata Katy, Hindleya, Heathcliff staje się właścicielem Wichrowych Wzgórz i przypada mu opieka nad synem Hindleya, Haretonem Earnshaw. W ramach odwetu na Hindleyu Heathcliff traktuje chłopca jak parobka i w ogóle nie zajmuje się jego edukacją. Jednakże Hareton widzi w swym oprawcy jedynego sprzymierzeńca i szczerze się do niego przywiązuje.
Izabela po 12 latach umiera w Londynie, osierocając Lintona.
Edgar Linton sprowadza siostrzeńca z Londynu, jednak Heathcliff odbiera mu swego syna.
Po jakimś czasie młoda Katy przychodzi na Wichrowe Wzgórza i poznaje obu swych kuzynów – Lintona i Haretona. Rodzi się młodzieńcze uczucie między Katy a Lintonem. Katy nie zdaje sobie sprawy, iż zapewnienia o miłości Lintona wymuszane są przez jego ojca, który stara się za wszelką cenę zrealizować zemstę obiecaną swoim największym wrogom – Hindleyowi i Edgarowi. Heathcliff, wiedząc o braku możliwości ukarania ich osobiście, postanawia niszczyć tych, nad którymi ma władzę – Katy i Haretona.
Kiedy Katy ma 17 lat, Heathcliff zmusza ją przemocą do małżeństwa z Lintonem, aby zawładnąć Drozdowym Gniazdem i tym samym pognębić Edgara Lintona, który jest ciężko chory i wkrótce po tym umiera.
Rok później umiera także Linton. Katy zostaje młodą wdową. Musi zamieszkać ze znienawidzonym teściem, gdyż Heathcliff wydzierżawia Drozdowe Gniazdo. Pod wpływem otoczenia dziewczyna zmienia się, staje się opryskliwa i krnąbrna. Doświadczając wielu przykrości i upokorzeń stara się odpłacać tym samym pozostałym mieszkańcom domu – najczęściej Haretonowi. Tymczasem w Haretonie budzi się uczucie dla pięknej wdowy. Hareton stara się uczyć po kryjomu, gdyż pozbawiony możliwości nauki w dzieciństwie stawał się obiektem drwin jeszcze za życia Lintona (syna). Po jakimś czasie Katy zaczyna doceniać jego starania. Pozbawiona innego towarzystwa spędza z nim coraz więcej czasu. Wkrótce zakochuje się w swoim kuzynie.
Po tajemniczej śmierci właściciela Wichrowych Wzgórz postanawiają się pobrać. Tym samym plan Heathcliffa obraca się w proch – chcąc zniszczyć swoich wrogów doprowadził do narodzenia się uczucia, podobnego do tego, które łączyło jego samego i Katarzynę.

## Bohaterowie
- Heathcliff
- Katarzyna Linton, z domu Earnshaw
- Hindley Earnshaw
- Edgar Linton
- Izabela Heathcliff, z domu Linton
- Katarzyna Heathcliff, z domu Linton
- Hareton Earnshaw
- Linton Heathcliff
- Ellen Dean, narratorka powieści
- Józef, stary służący w Wichrowych Wzgórzach
- Franciszka Earnshaw, żona Hindleya
- Pan Lockwood, najemca Drozdowego Gniazda
- Zilla, służąca w Wichrowych Wzgórzach
- Dr Kenneth

## Kontrowersje
Niektórzy badacze literatury podważali jakoby Emily Brontë faktycznie była autorką Wichrowych Wzgórz i przypisywali autorstwo powieści jej siostrze Charlotte lub bratu Branwellowi.

## Ekranizacje
- Filmy:
  - Wichrowe Wzgórza (film 2011) – reż. Andrea Arnold
  - Wichrowe Wzgórza (film 1992) – reż. Peter Kosminsky
  - Wichrowe Wzgórza (film 1988) – reż. Yoshishige Yoshida
  - Wichrowe Wzgórza (film 1985) – reż. Jacques Rivette
  - Wichrowe Wzgórza (film 1970) – reż. Robert Fuest
  - Wzgórza Wichrów (film 1954) – reż. Luis Buñuel
  - Wichrowe Wzgórza (film 1939) – reż. William Wyler
  - Wichrowe Wzgórza (film 1920) – reż. A.V. Bramble

- Filmy TV:
  - Wichrowe Wzgórza (film 1998) – reż. David Skynner
  - MTV: Wichrowe Wzgórza (film 2003) – reż. Suri Krishnamma
  - Wichrowe Wzgórza (film 1948) – reż. George More O’Ferrall

- Seriale:
  - Wichrowe Wzgórza (miniserial 1978) – reż. Peter Hammond
  - Wichrowe Wzgórza (serial telewizyjny 1967) – reż. Peter Sasdy